# ブロック (プログラミング)
ブロック (英: block) とは、プログラミング言語におけるコードのまとまり（コードブロック）のことである。
ブロック状のパーツを組み合わせてプログラミングを行うScratchなどの「ブロック」とは異なる。

## 概要
文 (statement) から成る言語では、ブロックによって複数個（0/2個以上・言語により異なる）の文がまとまってひとつの文になっているものを複文 (compound statement) または複合文と呼ぶ。「区」という訳語を使っている仕様もある。雰囲気としては自然言語における段落にも似ているが、現代言語学を知っていれば、プログラミング言語における「文」と「ブロック」の関係は、言語学でいう「語」と「句」の関係に近い。
自然言語の段落と異なり、ブロックは入れ子にすることができる（つまり、言語学でいう「語」と「句」のほうに近い、とはそういうことである）。すなわち、ブロック内にブロックを作成することができる（正確な理解としては、ブロックは文の一種であり、ブロックの中身は文の並びであるから、ブロックの中身にまたブロックが現れることもできる、ということになる。プログラミング言語の学習においては、絶対的に不正確な理解に直結する自然言語からの類推ではなく、プログラミング言語は形式言語なのであるから、BNFなど形式的な（フォーマルな）仕様などを理解できるように努めたほうが、結果として早道である）。
C言語などでは、ブロックは変数のスコープ（可視範囲）の区切りである。すなわち、あるブロック内で定義された変数には、ポインタ等によりエスケープされない限り（エスケープ解析を参照）、ブロック外からはアクセスできない。JavaScript (ECMAScript) は、以前はブロックは変数のスコープに影響しないという仕様だったが、ECMAScript 6th Edition (ECMAScript 2015) で導入されたlet宣言 (let declaration) による変数は、それが宣言されたブロックの最後までが可視範囲となる。
自動変数（ローカル変数）の場合、ブロックによって変数の記憶域期間 (storage duration) が決まる。一方、静的変数の記憶域期間は、ブロックによって左右されない。
SmalltalkやRubyにある似たようなものは、ブロックと呼んではいるが、複文ではない別のもので、メソッド呼び出しに付加する特別な引数のようなものである（クロージャに最も近い）。Rubyではそれ自体はオブジェクトではないが、Smalltalkではオブジェクトである。なお、Rubyにおける複文に相当するものとしては、if-endなどにおいて、ifそれ自体がコードのかたまりの開始のキーワードとして機能するというEiffel風のスタイルを採っている。

## ブロックの構文
ブロックの記述については、言語によって構文が異なる。
- 括弧で囲む …… C言語、Java等
- キーワードで囲む …… Pascal、Visual Basic、Ruby、Ada等
- インデントで区別する (オフサイドルール) …… Python等

F#のように、軽量構文 (lightweight syntax) と冗語構文 (verbose syntax) を選択できる言語も存在する。

## 例
入れ子になったブロックの例。
```
#include
 
<stdio.h>

int
 
main
(
void
)

{

    
int
 
x
 
=
 
0
;

    
while
 
(
1
)

    
{

        
if
 
(
x
 
<
 
10
)

        
{

            
printf
(
"%d
\n
"
,
 
x
);

            
x
++
;

        
}

        
else

        
{

            
printf
(
"Finished.
\n
"
);

            
break
;

        
}

    
}

    
return
 
0
;

}

```

## ブロッキング処理
動作が完了するまで呼び出し元が待たされる（ブロックされる）処理のことをブロッキング処理 (blocking processing) と呼ぶ。ブロックされる状況にある場合は即座にエラーを返して呼び出し元を待たせない方式をノンブロッキング処理 (non-blocking processing) と呼ぶ。代表的な例として、ネットワーク通信におけるブロッキングとノンブロッキングが挙げられる。
また、呼び出しが完了すると同時に処理結果を通知する方式を同期処理 (synchronous processing) と呼ぶ。いったん処理を開始してから、後で（イベントやコールバック関数を使って）結果を通知する方式を非同期処理 (asynchronous processing) と呼ぶ。通例ファイルなどのストレージ入出力処理 (Input/Output, I/O) には非同期I/Oを用いる。